# Best of European Business
Best of European Business (BEB) war ein von 2005 bis 2013 jährlich von Roland Berger Strategy Consultants durchgeführter Wettbewerb.

## Idee
Die Idee des Best of European Business ist, europäische Topunternehmen und -manager für besonders erfolgreiches Wirtschaften und Managen auszuzeichnen. Der Award zeichnet europäische Unternehmer mit Vorbildcharakter in den Kategorien Wachstum, Wertschöpfung, Innovation und Strategie aus. In jedem Jahr konzentriert sich der BEB auf ein spezielles Themengebiet. 2011 wurden deutsche Unternehmen mit Fokus auf die Märkte der ASEAN-Staaten prämiert. 2012 wurden Unternehmen unter dem Motto Erfolg in Afrika ausgezeichnet. Mit der Preisverleihung sollen nicht nur die erfolgreichen Unternehmen und Manager ausgezeichnet, sondern auch auf die Stärken der europäischen Wirtschaft aufmerksam gemacht werden.

## Initiator & Jury
Initiator des BEB ist Burkhard Schwenker, Aufsichtsratsvorsitzender von Roland Berger Strategy Consultants. Der Best of European Business-Award wird in zahlreichen europäischen Ländern von Managern aus erfolgreichen Konzernen verliehen. Zu den Juroren zählten unter anderem Topmanager wie zum Beispiel Jürgen Großmann (RWE), Lord Browne of Madingley (BP), Jean-Cyril Spinetta (Air France) oder Daniel Vasella (Novartis). Zahlreiche nationale wie internationale Partner aus den Bereichen Medien und Wissenschaft unterstützen den Best of European Business-Award.

## Preisträger
2012, Kategorie „successful and sustainable business strategies in Africa“:
- BASF
- Commerzbank
- Linde
- Siemens

2011:
- DHL[4] (Success in Asia - best large corporation)
- TÜV SÜD AG (Success in Asia - best mid-sized company)
- Dieter Zetsche[5] (Growth Strategy in Asia - best manager)
- Jochen Zaumseil[6] (Success in Asia - best manager)

Weitere Preisträger (Auszug):
- Porsche (2005/2006)[8]
- BASF (2005/2006)
- PUMA (2006/2007)
- Airbus (2007/2008)
- HOCHTIEF (2009/2010)